# Gare de Hioka
La gare de Hioka (日岡駅, Hioka-eki) est une gare ferroviaire localisée dans la ville de Kakogawa, dans la préfecture de Hyōgo au Japon. La gare est exploitée par la compagnie JR West, sur la ligne Kakogawa.

## Service des voyageurs

### Accueil
La gare de Hioka est une gare disposant de deux quais et de deux voies.
| N° de voie  | Ligne      | Direction       |
| ----------- | ---------- | --------------- |
| Côté gare   | ▆ Kakogawa | Kakogawa        |
| côté opposé | ▆ Kakogawa | Ao/Nishiwakishi |

### Desserte
| JR West            |                   |                   |                   |                    |
| Direction Kakogawa | Ligne de Kakogawa | Ligne de Kakogawa | Ligne de Kakogawa | Direction Tanikawa |
| Kakogawa           |                   | Local 普通        |                   | Kanno              |